# Maria Teresa Matas Blanxart
La Maria Teresa Matas Blanxart (Barcelona, 17 de gener del 1944) és llicenciada en Filosofia i Lletres (Secció d'Art) a la Universitat Autònoma de Barcelona el 1976 i doctora en història de l'Art per la el 1987 a la mateixa universitat. Fou coordinadora del Centre d'Art Romànic Català (ARCAT), de l'Institut d'Estudis Catalans (1986-1998). Ha estat membre del comitè científic del Centre Culturel Européen Saint-Martin de Tours (CCESMT) de Rabelais de Tours.

## Obres destacades
- Els esmalts romànics a Catalunya, 1: Arquetes (1982)
- Marcas en un conjunto de esmaltes medievales procedentes de Cataluña (1982)
- Creació, criteris, metodologia i problemàtica del programa d'anàlisi de l'art romànic català (ARCAT) (1987)[3]
- Introducció i metodologia per a la creació d'un software per a l'anàlisi i classificació dels esmalts champlevé conservats a Catalunya (segles XII-XIII) (1990)
- Santa Maria de Colomers: Un unicum dins l'escultura romànica catalana (1992)
- El bàcul del bisbe Arnau de Gurb: una peça litúrgica o funerària? (1997)
- El bàcul de Sant Pere d'Àger: la pèrdua d'un unicum (1999)[4]
- Pintures romàniques de l'església de Sant Víctor de Dòrria (2003)[5]
- Les esglésies preromàniques i romàniques de la vall Ferrera i la coma de Burg (2004)
- El romànic de la vall d'Àneu (2005)
- Diccionari d'arquitectura romànica catalana (2006)
- del Mar. Església de  de Benicarló (2007)
- El romànic de la vall de Cardós (2007)
- Santa Maria de Cervià de Ter: estudi de les pintures murals del transsepte (2008)
- El conjunt de pintures murals de l'església de Sant Esteve de Canapost (2008)